# Trionymus dactyloctenii
Trionymus dactyloctenii är en insektsart som beskrevs av Mamet 1943. Trionymus dactyloctenii ingår i släktet Trionymus och familjen ullsköldlöss. Inga underarter finns listade i Catalogue of Life.